# Sittin' in at Jorgie's Jazz Club
Sittin' in at Jorgie's Jazz Club è un album live del trio di Andrew Hill con il cantante Johnny Hartman, pubblicato dalla VGM Records nel 1961. Il disco fu registrato nell'estate del 1961 al Gas Light Square di St. Louis, Missouri (Stati Uniti).

## Tracce
Lato A
1. Somebody Loves Me – 2:21 (Buddy DeSylva, George Gershwin, Ballard MacDonald)
2. Stella by Starlight – 3:43 (Victor Young, Ned Washington)
3. Andrew Grooves I (In Your Own Sweet Way) – 7:16 (Dave Brubeck)

Lato B
1. You Came a Long way from St. Louis – 2:43 (John Benson Brooks, Sidney Keith 'Bob' Russell)
2. Misty – 3:08 (Erroll Garner, Johnny Burke)
3. Andrew Grooves II (Birks' Works) – 12:17 (Dizzy Gillespie)

## Musicisti
- Andrew Hill - pianoforte
- Johnny Hartman - voce (tranne brani: A3 e B3)
- John Mixon - contrabbasso
- Gene Gammage - batteria